# Zlatá hvězda (Třeboň)
Komplex domů Zlatá hvězda na třeboňském hlavním Masarykově náměstí tvoří tři historické budovy, z nichž dvě stojí v jihozápadním rohu Masarykova náměstí (čp. 107 a někdejší čp. 106) a třetí na tzv. Kozím rynku (dnes Žižkově náměstí, někdejší čp. 56), v těsném sousedství Rožmberské a Krčínovy ulice vedoucí k Východní bráně Třeboňského zámku v Hamiltonově paláci. Všechny mají velmi starý původ sahající patrně až do doby gotické. Díky požárům, které město Třeboň často postihovaly, byly ale mnohokrát přestavovány a jejich dnešní podoba je již převážně barokní.
Od roku 1963 je areál kulturní památkou. V 80. letech 20. století prošel dům čp. 107 nesoucí název Zlatá hvězda velmi razantní přestavbou na hotel a byl fakticky i funkčně propojen se sousedními domy čp. 106 a čp. 56 (dnes oba bez čp.) do jednoho provozního komplexu.

## Historie
Nejstarší písemná zmínka o domu Zlatá hvězda, čp. 107/I (Třeboň I), je v městské knize o prodejích domů v Třeboni z roku 1687, kde je uvedeno, že „slul od starodávna Mirotický“. V létech 1687–1724 patřil dům rodině Preittenbergerových, od roku 1724 pak městu Třeboň. Po velkém požáru v roce 1781 byl dům přestavěn na měšťanský a právovárečný zájezdní hostinec, v roce 1796 poprvé jmenovaný jako Zlatá hvězda. Od roku 1796 byl dům v soukromých rukou. Vystřídala se zde řada majitelů, z nichž zásadní přestavbu prováděl Štěpán Nitsche, který v roce 1853 opravil střechu a v roce 1869 zastavěl původní renesanční loubí, obdobně jako ostatní měšťané na náměstí, aby tak zvětšili prodejní prostory svých domů.
Sousední dům čp. 106/I, který byl také začleněn při poslední přestavbě k hotelu Zlatá hvězda, patřil v 18. století rodině Radlových, kteří obchodovali s rybami. V letech 1782–1785 patřil dům urozenému pánu Franzi Ballarinimu, c.k. poštovnímu správci, po roce 1825 Josefu Köckovi, držiteli c.k. tabákového skladu.
Dům na Kozím rynku čp. 56/I (dnes Žižkově náměstí) byl od starodávna zvaný Kůrkovský, později řečený Hrdličkovský. Tradičně byl v majetku třeboňských barvířů. K domu patřilo rovněž várečné právo, písemně doložené k roku 1834. Na jeho jižní stěně se nalézají restaurované barokní sluneční hodiny.
K zásadní rekonstrukci a přestavbě hotelu Zlatá hvězda došlo v 80. letech minulého století. V letech 1975 až 1979 prováděl průzkumné a projektové práce Státní ústav pro rekonstrukce památkových měst a objektů Praha (SÚRPMO). Na základě jeho podkladů souhlasil Krajský ústav státní památkové péče v Českých Budějovicích v červenci roku 1979 s modernizací a rekonstrukcí objektu čp. 106/I a 107/I v Třeboni včetně otevření loubí a vyčištění kleneb, a v lednu 1980 dal pak souhlas k rekonstrukci podle stavební dokumentace. Bylo zde plánováno 33 pokojů a ubytovna s 83 lůžky, tedy celkem 218 míst. Počáteční fáze rekonstrukce byla zkomplikována požárem krovu v noci ze 14. na 15. června 1980. Přestavba obou domů trvala celá 80. léta 20. století. Zkušební provoz byl zahájen v únoru 1989. Závěrečná kolaudace po rekonstrukci tří domů byla 29. října 1990.

## Současnost

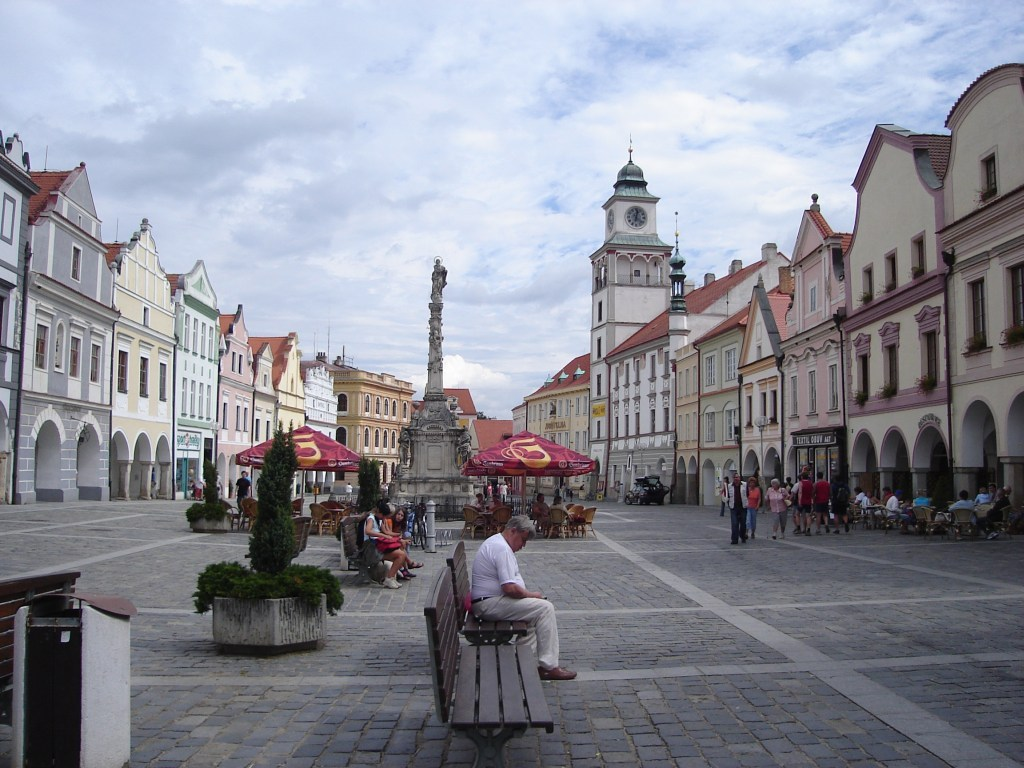
Masarykovo náměstí v Třeboni s průčelím domů Zlatá hvězda

V roce 1997 hotel zakoupila společnost Adria-Neptun, která vlastní a provozuje rovněž Hotel Adria na Václavském náměstí v Praze, secesní Triton restaurant a restauraci U Pinkasů. Další rekonstrukce a modernizace hotelu Zlatá hvězda byla dokončena v únoru 2004 a v dubnu téhož roku byl hotel jako jediný v Třeboni zařazen do kategorie 4****. V březnu roku 2005 byly hotelové prostory a služby doplněny o rozsáhlé lázeňské centrum, které svými službami doplňuje místní tradiční lázeňské provozy, zejména Bertiny lázně v blízkosti hotelu u Zlaté stoky i Lázně Aurora v blízkosti rybníka Svět za sídlištěm Hliník a kostelem Sv. Alžběty. Současný Hotel Zlatá hvězda disponuje celkem 48 pokoji (většinou dvoulůžkovými) se 115 lůžky. V celém objektu se nachází řada hotelových služeb, konferenčních a gastronomických kapacit s celoročním provozem. V létě disponuje rozsáhlou předzahrádkou v podloubích a na Masarykově náměstí.